# Marco Malvaldi
Marco Malvaldi (Pisa, 27 gennaio 1974) è uno scrittore italiano.

## Biografia
Ha frequentato fra il 1992 e il 2005 il dipartimento di Chimica e Chimica Industriale dell'Università di Pisa, dove si è laureato, ha conseguito un dottorato di ricerca ed è stato assegnista di ricerca. In seguito è stato assegnista di ricerca per due anni presso il dipartimento di Farmacia. 
Ha esordito nella narrativa nel 2007 con il giallo ambientato sulla costa toscana La briscola in cinque, pubblicato dalla casa editrice Sellerio, presso la quale ha poi pubblicato altri gialli della serie poi divenuta nota come I romanzi del BarLume.
Nel 2012 ha scritto insieme a Roberto Vacca La pillola del giorno prima, nel 2014 con il professor Dino Leporini dell’Università di Pisa Capra e Calcoli, e nel 2015 Buchi nella sabbia con protagonista il giornalista e poeta Ernesto Ragazzoni.
Nel 2017 è stato nominato membro onorario del CICAP.
Sposato con Samantha Bruzzone, ha scritto con lei alcuni racconti per ragazzi e due romanzi: Chi si ferma è perduto (2022) e La regina dei sentieri (2024).

## Opere

### Serie del BarLume
Romanzi
- La briscola in cinque, Sellerio, Palermo, 2007
- Il gioco delle tre carte, Sellerio, Palermo, 2008[5]
- Il re dei giochi, Sellerio, Palermo, 2010[6]
- La carta più alta, Sellerio, Palermo, 2012
- Il telefono senza fili, Sellerio, Palermo, 2014
- La battaglia navale, Sellerio, Palermo, 2016
- A bocce ferme, Sellerio, Palermo, 2018
- Bolle di sapone, Sellerio, Palermo, 2021
- La morra cinese, Sellerio, Palermo, 2023
- Piomba libera tutti, Sellerio, Palermo, 2025

Raccolte
- Sei casi al BarLume, Sellerio, Palermo, 2016

Racconti
- L'esperienza fa la differenza, in Un Natale in giallo, Sellerio, Palermo, 2011
- Il Capodanno del Cinghiale, in Capodanno in giallo, Sellerio, Palermo, 2012
- Azione e reazione, in Ferragosto in giallo, Sellerio, Palermo, 2013
- La tombola dei troiai, in Regalo di Natale, Sellerio, Palermo, 2013
- Costumi di tutto il mondo, in Carnevale in giallo, Sellerio, Palermo, 2014
- Aria di montagna, in Vacanze in giallo, Sellerio, Palermo, 2014
- Non si butta via nulla, in La crisi in giallo, Sellerio, Palermo, 2015
- Fase di transizione, in Turisti in giallo, Sellerio, Palermo, 2015
- Donne con le palle, in Il calcio in giallo, Sellerio, Palermo, 2016
- In crociera con il Cinghiale, in Viaggiare in giallo, Sellerio, Palermo, 2017
- Voi, quella notte, voi c'eravate, in Un anno in giallo, Sellerio, Palermo, 2017
- L'uomo vestito di arancione, in Una giornata in giallo, Sellerio, Palermo, 2018
- Qualcuno alla finestra, in Cinquanta in blu, Sellerio, Palermo, 2019
- Giovedì gnocchi, in Una settimana in giallo, Sellerio, Palermo, 2021
- Un regalo che solo io posso farti, in Una notte in giallo, Sellerio, Palermo, 2022
- Concorrenza sleale, in Cucina in giallo, Sellerio, Palermo, 2023

### Altri romanzi
- Odore di chiuso, Sellerio, Palermo, 2011[7]
- Milioni di milioni, Sellerio, Palermo, 2012
- Argento vivo, Sellerio, Palermo, 2013
- Buchi nella sabbia, Sellerio, Palermo, 2015
- Negli occhi di chi guarda, Sellerio, Palermo, 2017
- La misura dell'uomo, Giunti, Firenze, 2018
- Vento in scatola, con Glay Ghammouri, Sellerio, Palermo, 2019
- Il borghese Pellegrino, Sellerio, Palermo, 2020[8]
- Chi si ferma è perduto, con Samantha Bruzzone, Sellerio, Palermo, 2022
- Oscura e Celeste, Giunti, Firenze, 2023
- La regina dei sentieri, con Samantha Bruzzone, Sellerio, Palermo, 2024

### Altri racconti
- Cose che non puoi capire, in Igea e psiche. Racconti di vita sospesa, Felici Editore, Pisa, 2012

### Saggi
- Sol levante e pioggia battente, RCS Quotidiani - Corriere della Sera - Inediti d'autore, Milano, 2011
- Scacco alla torre, Felici Editore, Pisa, 2011
- La pillola del giorno prima. Vaccini, epidemie, catastrofi, paure e verità, con Roberto Vacca, Transeuropa, Massa, 2012
- Tra foce e pineta. Volti, paesaggi e parole dal litorale pisano, con Nicola Ughi e Cristina Barsantini, ETS, Pisa, 2012
- La famiglia Tortilla, EDT, Torino, 2014
- Capra e calcoli. L'eterna lotta tra gli algoritmi e il caos, con Dino Leporini, Laterza, Roma-Bari, 2014
- Le regole del gioco. Storie di sport e altre scienze inesatte, Rizzoli, Milano, 2015
- Di cosa sono fatti i sogni, con Marco Lodoli e Rosa Matteucci, Rai Libri, Roma, 2016
- L'infinito tra parentesi. Storia sentimentale della scienza da Omero a Borges, Rizzoli, Milano, 2016
- Le due teste del tiranno. Metodi matematici per la libertà, Rizzoli, Milano, 2017
- L'architetto dell'invisibile ovvero come pensa un chimico. Scienza e idee, Raffaello Cortina Editore, Milano, 2017
- Per ridere aggiungere acqua. Piccolo saggio sull'umorismo e il linguaggio, Rizzoli, Milano, 2018
- Caos, con Stefano Marmi, Il Mulino, Bologna, 2019
- La misura del virus. Dalla peste al Covid-19: antiche pandemie e difese nuove, con Roberto Vacca, Mondadori, Milano, 2020
- La direzione del pensiero. Matematica e filosofia per distinguere cause e conseguenze, Raffaello Cortina Editore, Milano, 2020
- Cultura e scienza, con Vito Mancuso e Guido Tonelli, Aras Edizioni, Fano, 2021
- Il secondo principio, Il Mulino, Bologna, 2021
- Dodici. Un numero che mette d'accordo, Il Mulino, Bologna, 2024
- Rigore di testa. Storie di pallone, paradossi, algoritmi: il calcio e i numeri come non li avevate mai immaginati, con Paolo Cintia, Giunti, Firenze, 2024

### Libri per bambini e ragazzi
- Leonardo e la marea, con Samantha Bruzzone, Laterza, Roma-Bari, 2015
- Il Castello dalle Mille Botole. Favola per far restare svegli i bambini, Sellerio, Palermo, 2020
- Chiusi fuori, con Samantha Bruzzone, Mondadori, Milano, 2022
- La molla e il cellulare. Che differenza c'è tra una scoperta e un'invenzione?, con Samantha Bruzzone, Raffaello Cortina Editore, Milano, 2022
- Perché studiare chimica (non) è difficile, Mondadori, Milano, 2023
- Non c'è un cane, con Samantha Bruzzone, Mondadori, Milano, 2024

## Premi
- 2011 Premio letterario Castiglioncello-Costa degli Etruschi con Odore di chiuso
- 2013 Premio letterario La Tore Isola d'Elba
- 2018 Premio Mignosi
- 2018 Premio Nazionale di Divulgazione
- 2018 Premio Asimov[9]  con Le due teste del tiranno. Metodi matematici per la libertà, ex aequo con La tempesta in un bicchiere. Fisica nella vita quotidiana di Helen Czerski
- 2023 Premio Penna d'Oro della presidenza del Consiglio dei Ministri